# Trohizbenka, Sloveanoserbsk
Trohizbenka (în ucraineană Трьохізбенка) este localitatea de reședință a comunei Trohizbenka din raionul Sloveanoserbsk, regiunea Luhansk, Ucraina.

## Demografie
Componența lingvistică a localității Trohizbenka
     Rusă (98,49%)
     Ucraineană (1,44%)
Conform recensământului din 2001, majoritatea populației localității Trohizbenka era vorbitoare de rusă (98,49%), existând în minoritate și vorbitori de ucraineană (1,44%).